# Teyvaz
Teyvaz – gmina (azer. bələdiyyə) i wieś (kənd) w zachodnim Azerbejdżanie, w Nachiczewańskiej Republice Autonomicznej, w rejonie Culfa, tworząca wiejski okręg terytorialny (kənd ərazi dairəsi) o tej samej nazwie. Jest jedyną wsią w gminie i w okręgu terytorialnym.
Wiejski okręg terytorialny utworzono 1 marca 2003 roku na mocy prawa nr 423-IIQ wprowadzonego przez Prezydenta Republiki Azerbejdżanu İlhama Əliyeva, wyłączając wieś Teyvaz z wiejskiego okręgu terytorialnego Milax.
W klasyfikacji Azərbaycan Respublikası Dövlət Statistika Komitəsi (w wolnym tłum. „Państwowy Komitet Statystyczny Republiki Azerbejdżanu”) gminie nadano unikalny kod 10623007, a wsi 10623018.